# Hadiza Moussa Gros
Hadiza Moussa Gros (* 25. Dezember 1960 in Niamey; vollständiger Name: Ali Hassane Hadiza Moussa Gros, auch Lady Gros genannt) ist eine nigrische Politikerin.

## Leben
Hadiza Moussa Gros lernte Betriebswirtschaft an einer Privatschule in Lyon. Sie war zunächst Mitglied der ehemaligen Einheitspartei MNSD-Nassara, für die sie als Abgeordnete in der Nationalversammlung saß. Im parteiinternen Machtkampf zwischen Hama Amadou und Mamadou Tandja stand sie auf der Seite Amadous und wurde deshalb 2009 zusammen mit vier weiteren Abgeordneten aus der MNSD-Nassara ausgeschlossen. Seit den Parlamentswahlen am 31. Januar 2011 ist Moussa Gros für die MODEN-FA Lumana Africa, die neugegründete Partei Hama Amadous, Abgeordnete in der Nationalversammlung. Dort arbeitete sie als stellvertretende Vorsitzende des Wirtschafts- und Planungsausschusses. Am 20. Dezember 2011 wurde Hadiza Moussa Gros zur Präsidentin des Obersten Gerichtshofs gewählt. Sie ist die erste Frau in diesem Amt.